# Dolní Lipka
Dolní Lipka (německy Niederlipka) je malá vesnice a část města Králíky v okrese Ústí nad Orlicí. Nachází se asi tři kilometry severozápadně od Králíků. Prochází tudy železniční trať Dolní Lipka – Hanušovice a železniční trať Lichkov–Štíty, které se dělí ve stanici Dolní Lipka. Dolní Lipka je také název katastrálního území o rozloze 4,2 km².

## Historie
První písemná zmínka o vesnici pochází z roku 1577.
| Rok            | 1869 | 1880 | 1890 | 1900 | 1910 | 1921 | 1930 | 1950 | 1961 | 1970 | 1980 | 1991 | 2001 | 2011 | 2021 |
| -------------- | ---- | ---- | ---- | ---- | ---- | ---- | ---- | ---- | ---- | ---- | ---- | ---- | ---- | ---- | ---- |
| Počet obyvatel | 208  | 277  | 298  | 245  | 224  | 188  | 228  | 176  | 190  | 173  | 160  | 142  | 164  | 134  | 107  |

## Fotogalerie

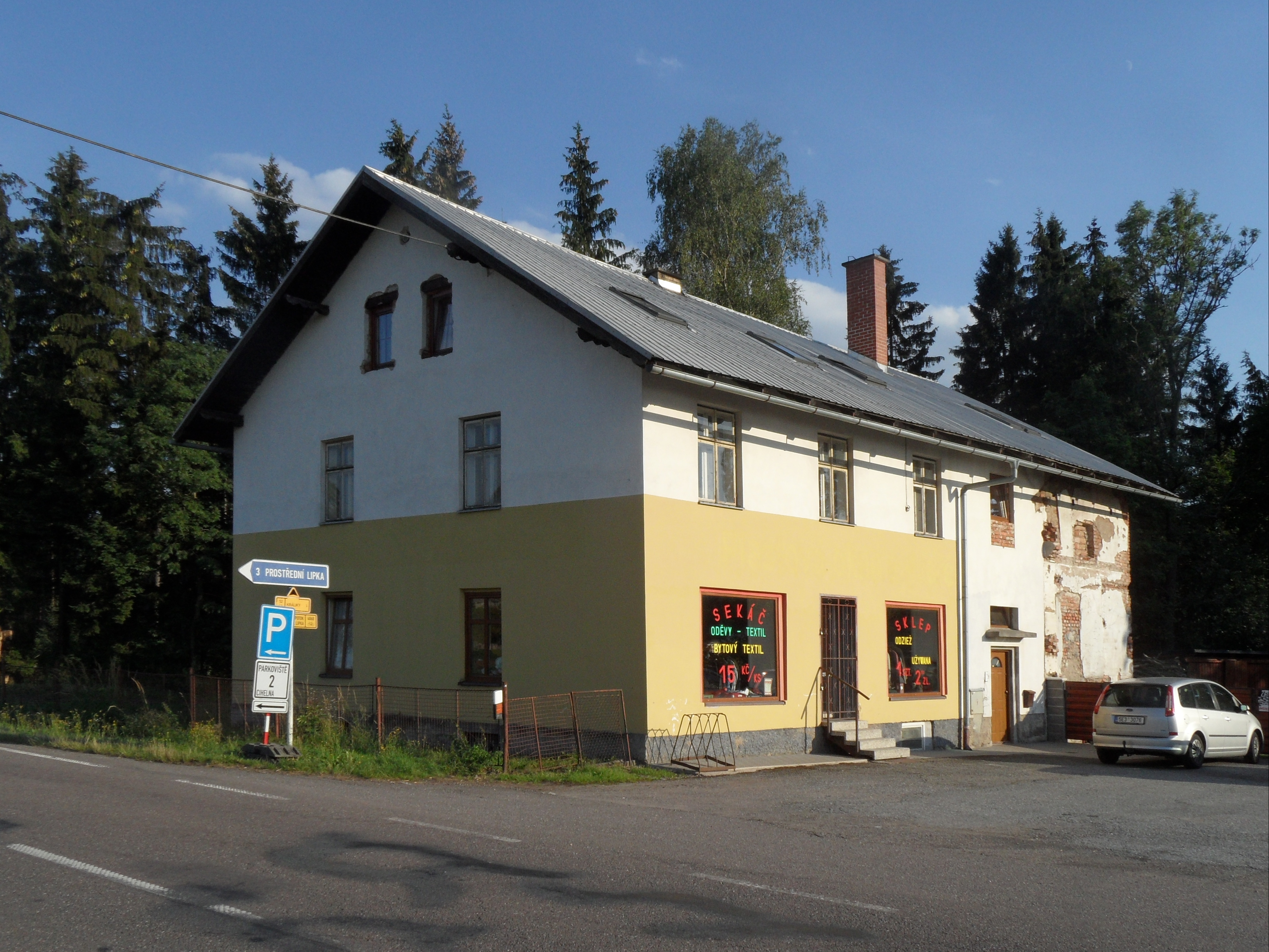
Obchod u silnice I/43
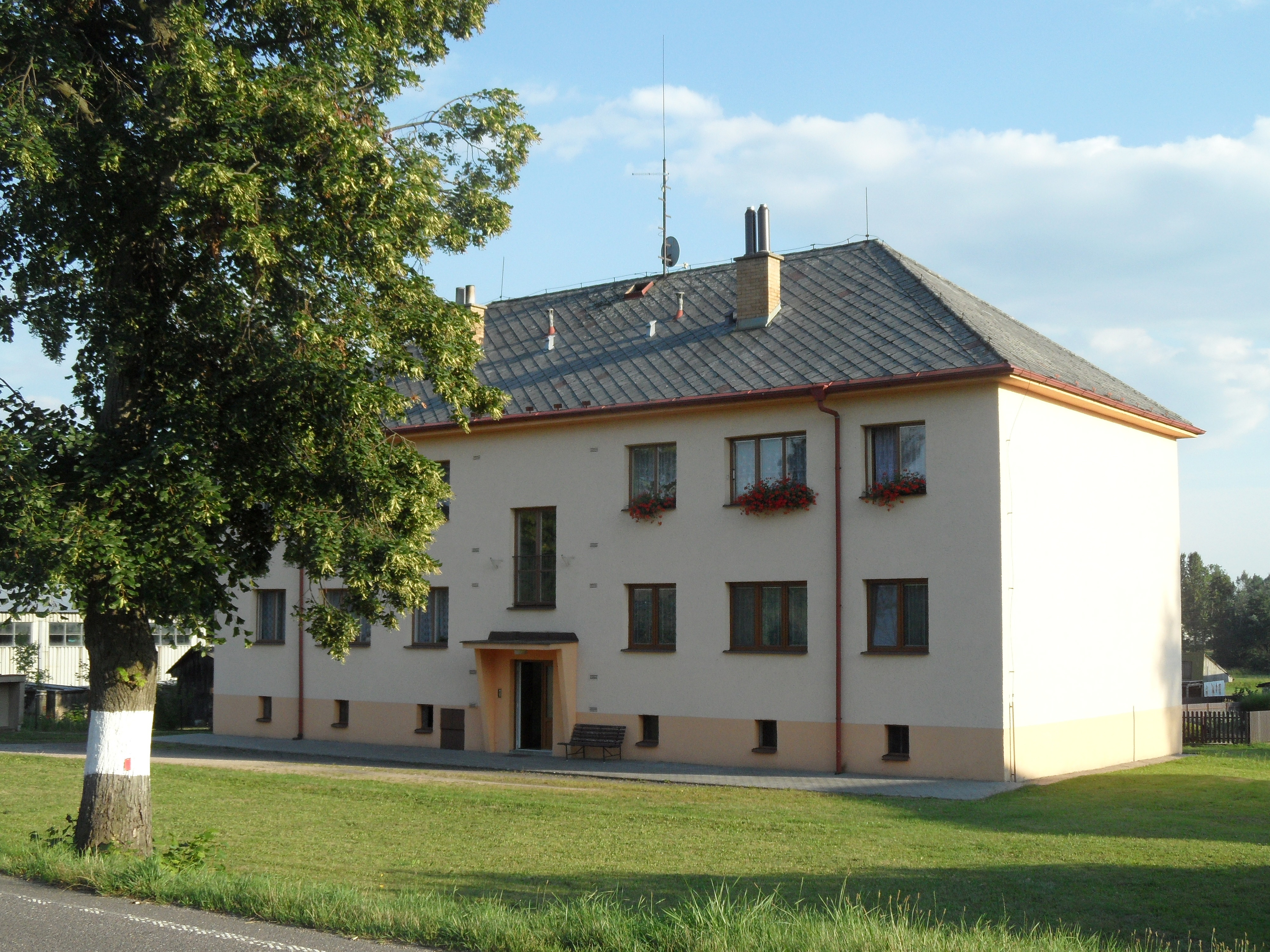
Činžovní dům
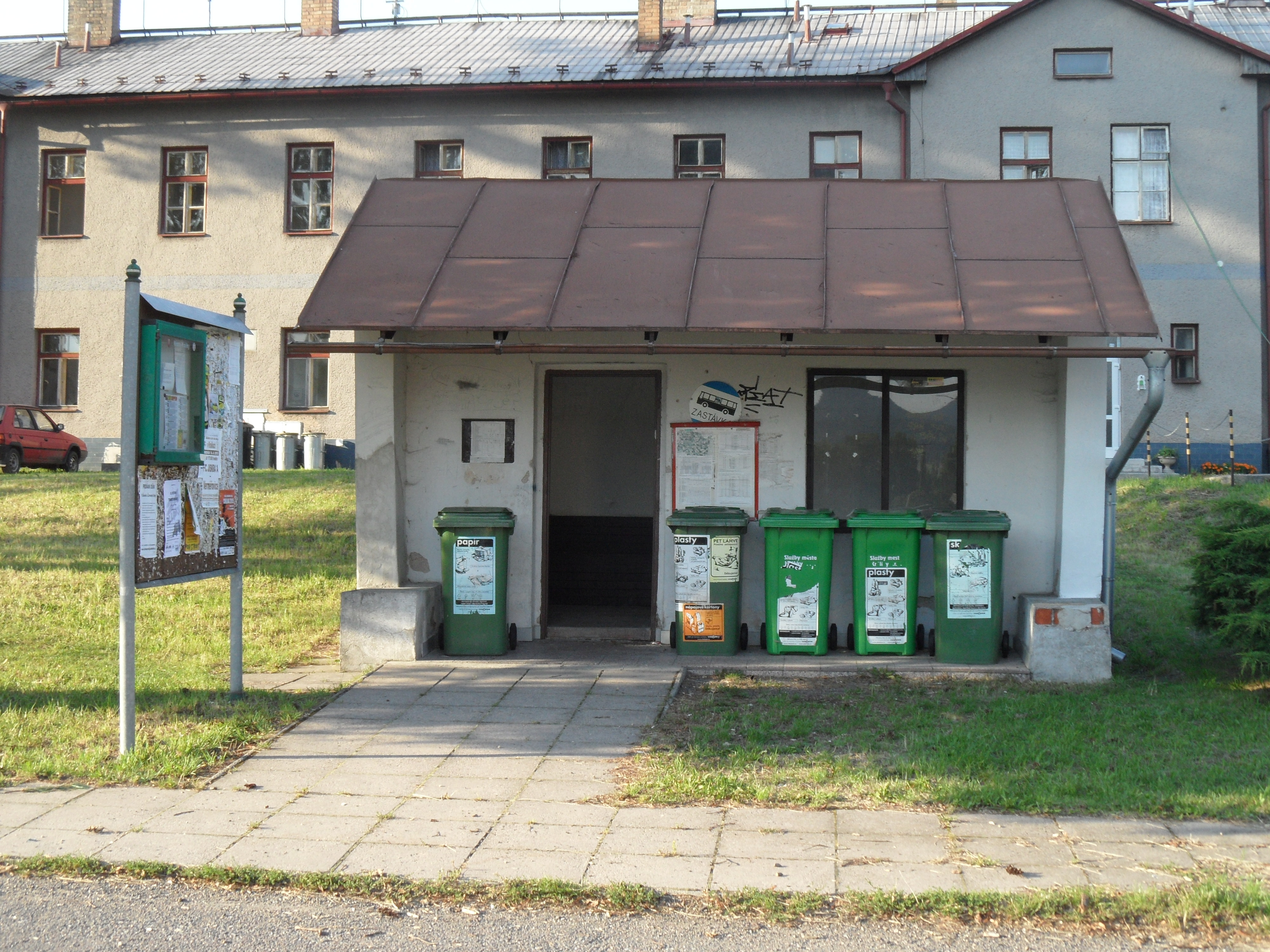
Autobusová zastávka
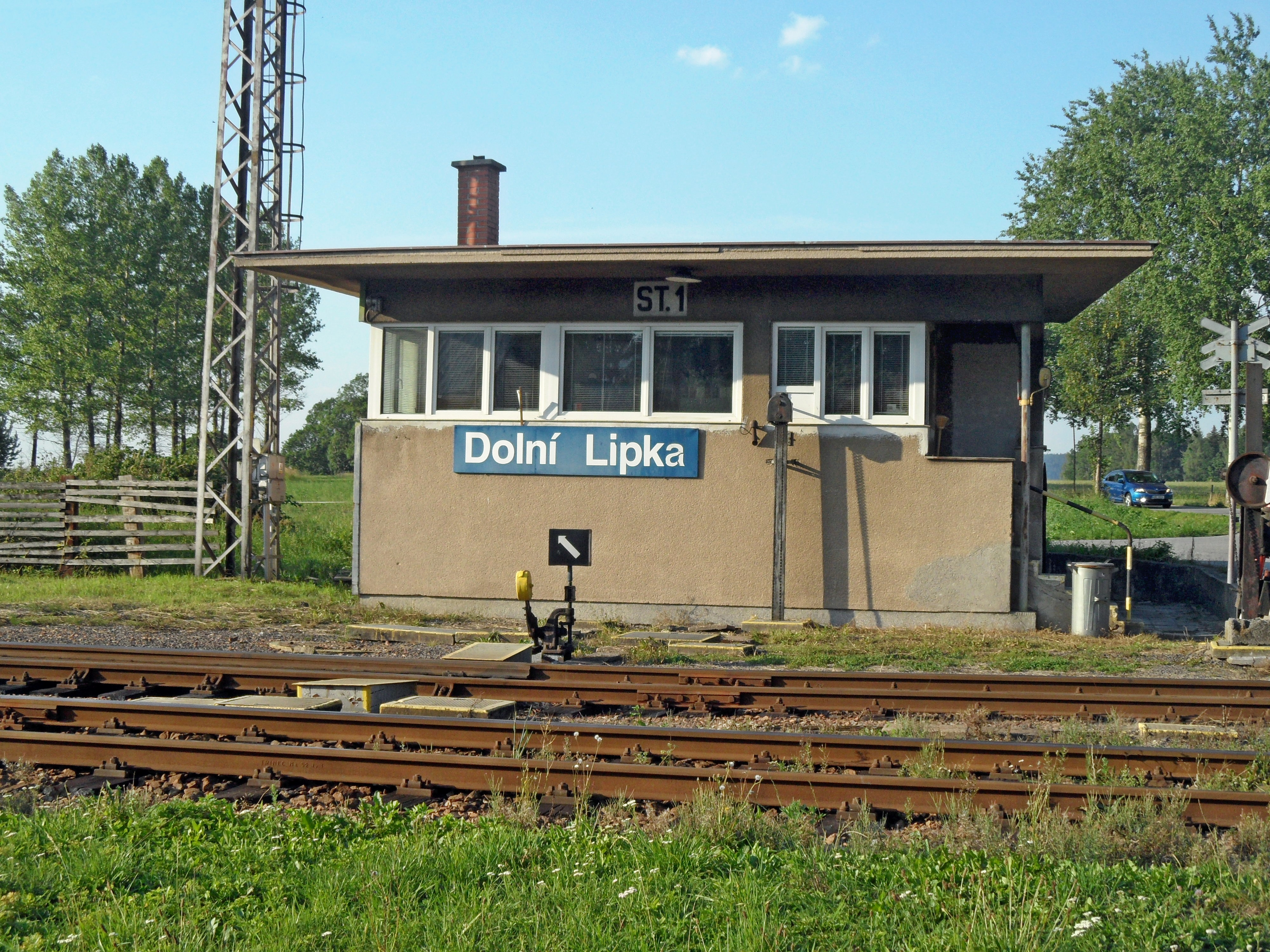
Stavědlo St. 1